# Stazione di Oshiage
La stazione di Oshiage (Skytree) (押上〈スカイツリー前〉駅?, Oshiage-Sukaitsurīmae-eki) è una stazione della metropolitana di Tokyo che si trova a Sumida. Per quanto riguarda la metropolitana, la stazione è servita dalla linea Hanzōmon della Tokyo Metro e dalla linea Asakusa della Toei. Oltre a queste, qui passano le linee private Tōbu Skytree e Keisei Oshiage. Questa stazione è il principale punto di accesso al complesso del Tokyo Sky Tree.